# منتخب رومانيا لهوكي الجليد
منتخب رومانيا الوطني لهوكي الجليد هو منتخب وطني يمثل رومانيا في منافسات هوكي الجليد الدولية، بدأ منافساته في سنة 1931، نافس في بطولة العالم لهوكي الجليد 51 مرة، وفي الألعاب الأولمبية الشتوية 4 مرات، يحتل حالياً التصنيف التاسع والعشرين على العالم.